# Suwałki (gemeente)
De gemeente Suwałki is een landgemeente in het Poolse woiwodschap Podlachië, in powiat Suwalski.
De zetel van de gemeente is in Suwałki.
Op 30 juni 2004 telde de gemeente 6371 inwoners.

## Oppervlakte gegevens
In 2002 bedroeg de totale oppervlakte van gemeente Suwałki 264,82 km², waarvan:
- agrarisch gebied: 54%
- bossen: 28%

De gemeente beslaat 20,25% van de totale oppervlakte van de powiat.

## Demografie
Stand op 30 juni 2004:
| Omschrijving                   | Totaal | Totaal | Vrouwen | Vrouwen | Mannen | Mannen |
| ------------------------------ | ------ | ------ | ------- | ------- | ------ | ------ |
| eenheid                        | aantal | %      | aantal  | %       | aantal | %      |
| inwoners                       | 6371   | 100    | 3098    | 48,6    | 3273   | 51,4   |
| bevolkingsdichtheid (inw./km²) | 24,1   | 24,1   | 11,7    | 11,7    | 12,4   | 12,4   |

In 2002 bedroeg het gemiddelde inkomen per inwoner 1026,19 zł.

## Plaatsen
Biała Woda, Białe, Bobrowisko, Burdyniszki, Cimochowizna, Czarnakowizna, Czerwony Folwark, Dubowo Drugie, Dubowo Pierwsze, Gawrych-Ruda, Gielniewo, Huta, Korkliny, Korobiec, Krzywe, Kuków, Kuków-Folwark, Leszczewek, Leszczewo, Lipniak, Magdalenowo, Mała Huta, Mały Bród, Niemcowizna, Nowa Turówka, Nowa Wieś, Nowe Kropiwne, Nowy Bród, Okuniowiec, Osinki, Osowa, Piertanie, Płociczno, Płociczno-Osiedle, Poddubówek, Potasznia, Przebród, Słupie, Sobolewo, Stara Turówka, Stare Kropiwne, Stary Bród, Stary Folwark, Taciewo, Tartak, Trzciane, Wasilczyki, Wiatrołuża Pierwsza, Wigry, Wychodne, Zielone Drugie, Zielone Kamedulskie, Zielone Pierwsze, Żyliny.

## Aangrenzende gemeenten
Bakałarzewo, Filipów, Jeleniewo, Krasnopol, Nowinka, Przerośl, Raczki, Suwałki, Szypliszki